# Windischbach
Windischbach je naselje v Občini Možberk v Okraju Celovec-dežela na Koroškem v Avstriji.